# 云南卫视
雲南卫视，正式名称云南广播电视台综合频道，是云南广播电视台旗下的综合卫星频道，于1989年在全国省级台中率先上星开播。2016年7月1日，云南卫视高清频道在云南省内开播，标清频道由原来上下信箱或左右切边改为16:9挤压全屏播出（台标保留4:3尺寸），至此云南卫视开始步入宽屏时代。
2017年12月，云南广播电视台委托当代东方行使云南卫视电视剧采购、广告经营代理等权利。

## 开办栏目节目
20世纪90年代云南卫视开设了《周末夜话》《世界博览》《年轻人》《少儿》《七彩阳光》《云南新闻》《晚间新闻》《早间新闻》《午间新闻》《云南报道》（英语）、《一周要闻》《走进生活》（1997年更名《百姓生活》）、《开心天地》等节目，周末另开设了《假日风情》《企业时空》《医疗工作站》《国际赛车杂志》等栏目。
到2000年云南卫视已经开设了《走遍云南》《警坛20分》《百姓生活》《法制大视野》《云南纪事》《东方谷文化时间》《在党的旗帜下》《党风廉政》《世界博览》《红绿灯下》《读书》《科海漫游》《万象神州》《今夜星辰》《三色桥》《欢聚云南》《电视新周刊》《周末夜话》《美景国际影视》《五环快讯》《七彩时光》《校园》《拳王争霸赛》《保龄大家乐》《纪录片》等25个自设栏目。
2004年，云南卫视节目改革推新，新推了《都市条形码》《大观》《走遍云南》《看东盟》等节目。
2010年，云南卫视推出文化娱乐节目《音乐现场》，还举办了大型跨年公益晚会《地球之声》等。
2013-2017年，云南卫视推出了文化节目《中国灯谜大会》。
2018年，云南卫视推出纪实专题片《好在了我的家》第一季，关注时代与民族变化。
2021年，云南卫视顺应中国共产党100周年和中国乡村振兴战略推出了节目《自信中国说》节目。